# Лартиг (Жер)
Ларти́г (фр. Lartigue) — коммуна во Франции, находится в регионе Юг — Пиренеи. Департамент — Жер. Входит в состав кантона Сарамон. Округ коммуны — Ош.
Код INSEE коммуны — 32198.

## География

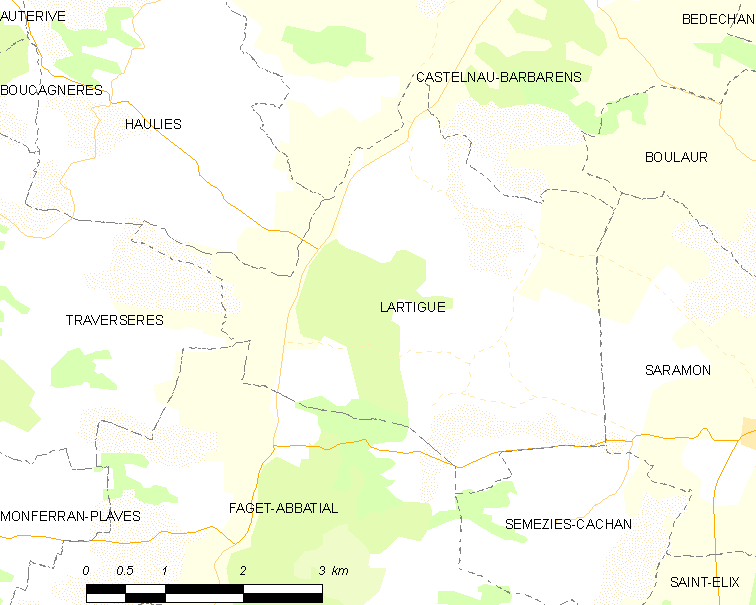
Карта коммуны

Коммуна расположена приблизительно в 610 км к югу от Парижа, в 60 км западнее Тулузы, в 17 км к юго-востоку от Оша.
На западе коммуны протекает река Арратс.

## Климат
Климат умеренно-океанический. Лето жаркое и немного дождливое, температура часто превышает 35 °С. Зимой часто бывает отрицательная температура и ночные заморозки. Годовое количество осадков — 700—900 мм.

## Население
Население коммуны на 2010 год составляло 155 человек.
| 1962 | 1968 | 1975 | 1982 | 1990 | 1999 | 2010 |
| ---- | ---- | ---- | ---- | ---- | ---- | ---- |
| 175  | 155  | 130  | 138  | 137  | 164  | 155  |

## Администрация
| Период | Период | Фамилия     | Партия                    | Примечания |
| ------ | ------ | ----------- | ------------------------- | ---------- |
| 2001   | 2020   | Арно Вадель | Союз за народное движение |            |

## Экономика
В 2010 году среди 102 человек трудоспособного возраста (15-64 лет) 77 были экономически активными, 25 — неактивными (показатель активности — 75,5 %, в 1999 году было 71,2 %). Из 77 активных жителей работали 73 человека (35 мужчин и 38 женщин), безработных было 4 (1 мужчина и 3 женщины). Среди 25 неактивных 6 человек были учениками или студентами, 15 — пенсионерами, 4 были неактивными по другим причинам.

## Достопримечательности
- Средневековая церковь. Исторический памятник с 1979 года[4]
- Голубятня (XVII век). Исторический памятник с 1973 года[5]